# Ormont-Dessus
Ormont-Dessus (toponimo francese; in tedesco Ormund, desueto) è un comune svizzero di 1 477 abitanti del Canton Vaud, nel distretto di Aigle.

## Storia

### Simboli
Lo stemma, la cui origine non è nota, è stato ufficialmente adottato nel 1921 ma lo si ritrova impresso su dei calici da comunione risalenti al 1728-29.

## Monumenti e luoghi d'interesse

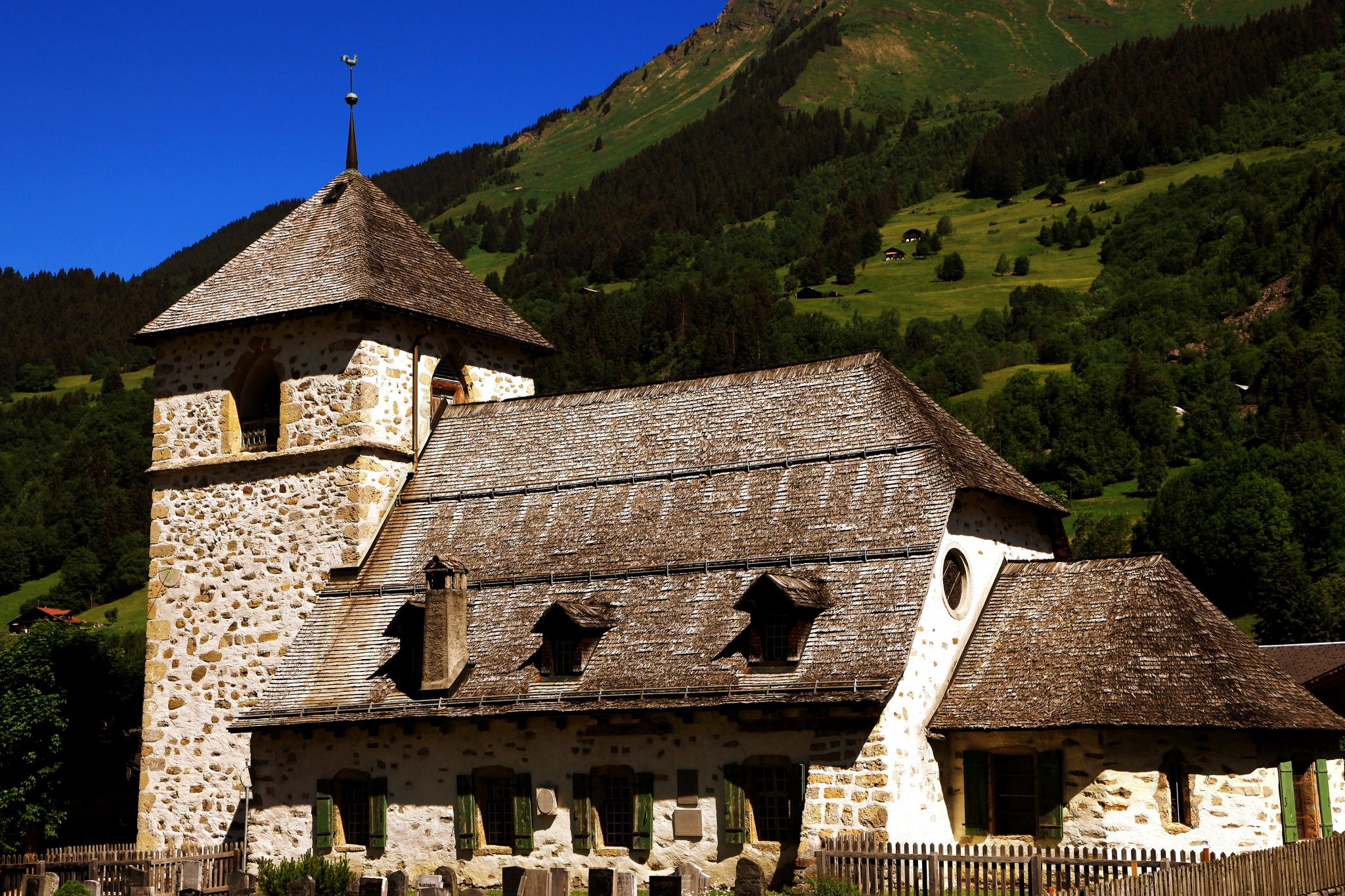
La chiesa di San Teodulo

- Chiesa riformata di San Teodulo in località Vers-l'Église, eretta nel XV secolo[1].

## Società

### Evoluzione demografica
L'evoluzione demografica è riportata nella seguente tabella:
Abitanti censiti

## Economia

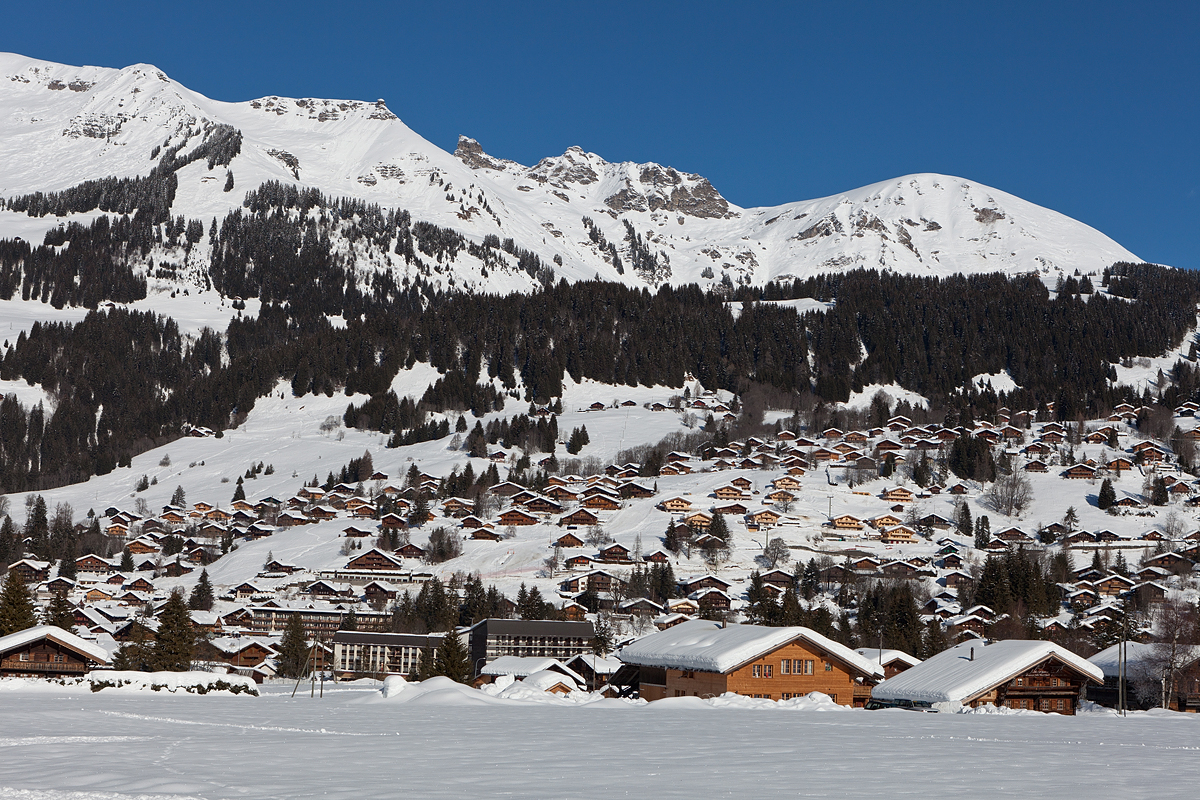
Les Diablerets

Les Diablerets, montagna e frazione di Ormont-Dessus, è una stazione sciistica e una località di villeggiatura estiva sviluppatasi a partire dagli anni 1850; fa parte del consorzio Perle delle Alpi.

## Infrastrutture e trasporti

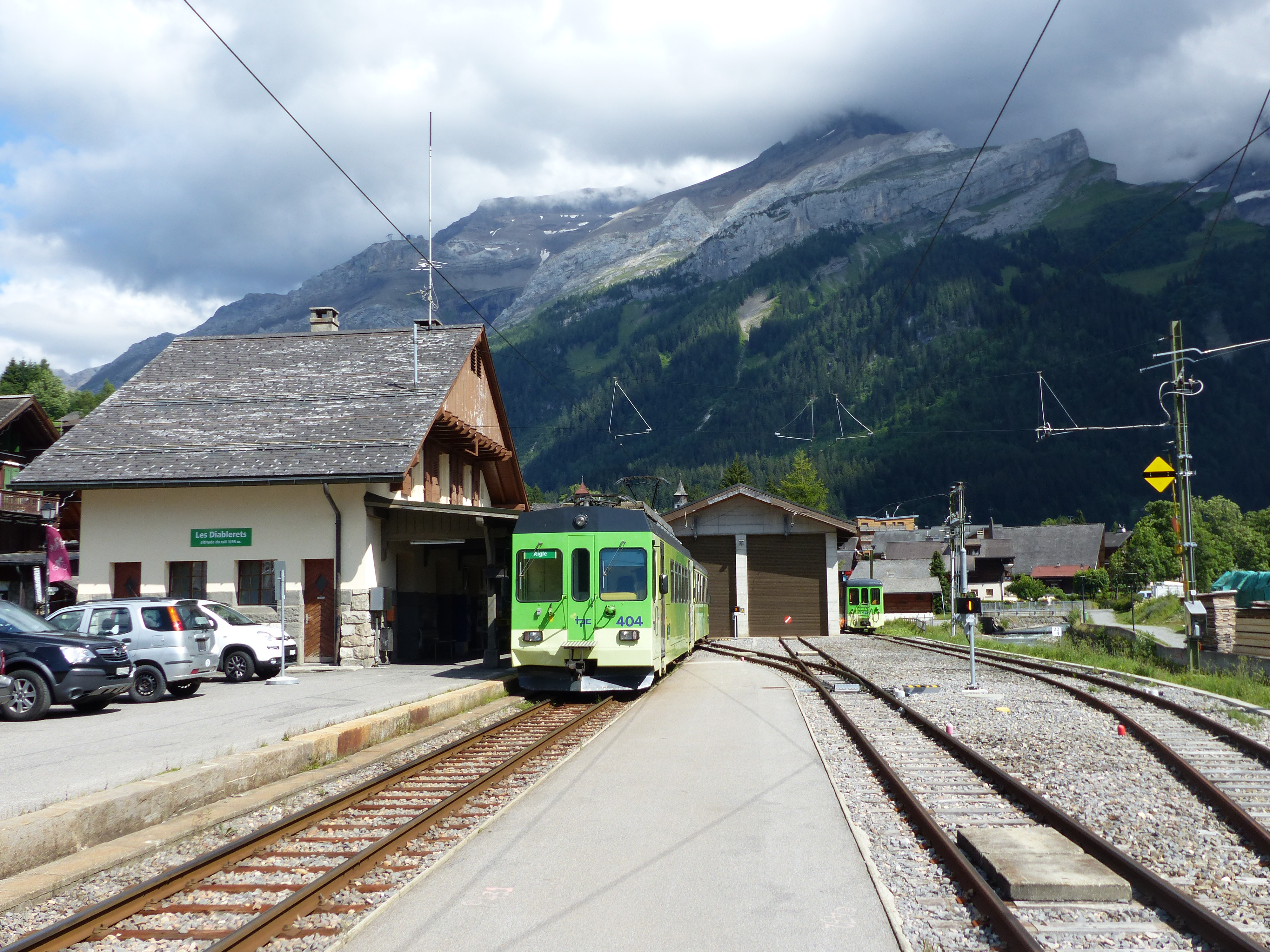
La stazione di Les Diablerets

Ormont-Dessus è servito dalla stazione di Les Diablerets, capolinea della ferrovia Aigle-Sépey-Diablerets, e da altre fermate secondarie della stessa linea.

## Amministrazione
Ogni famiglia originaria del luogo fa parte del cosiddetto comune patriziale e ha la responsabilità della manutenzione di ogni bene ricadente all'interno dei confini del comune.